# Harald Laatsch

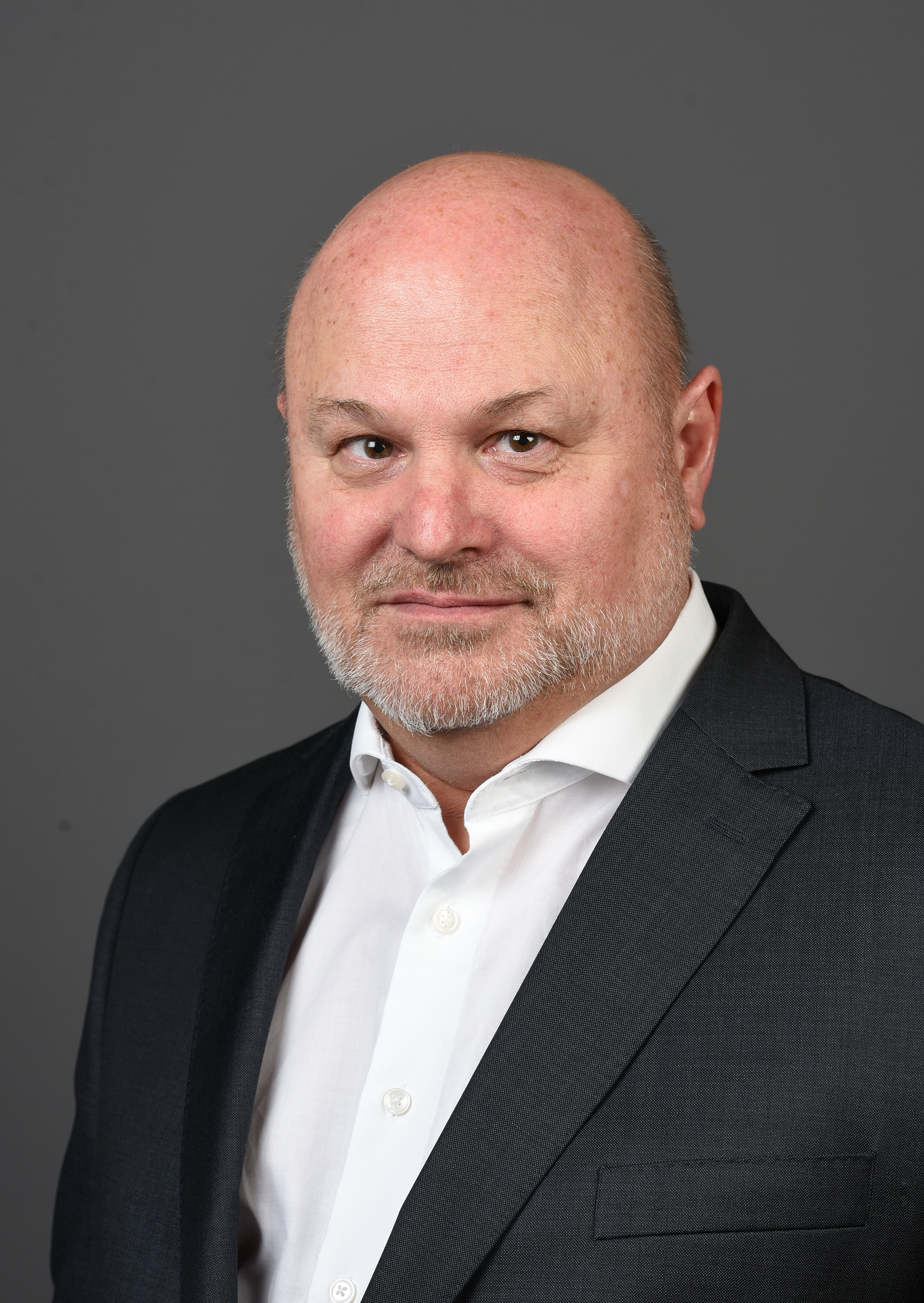
Harald Laatsch, 2017

Harald Laatsch (* 23. Oktober 1956 in Hagen) ist ein deutscher Politiker der Partei Alternative für Deutschland (AfD).

## Leben
Nach der Ausbildung als Speditionskaufmann (Abschluss 1974) lernte er noch Kfz-Mechaniker (Abschluss 1977). Gegenwärtig ist er als Unternehmensberater in Berlin tätig.

## Politik

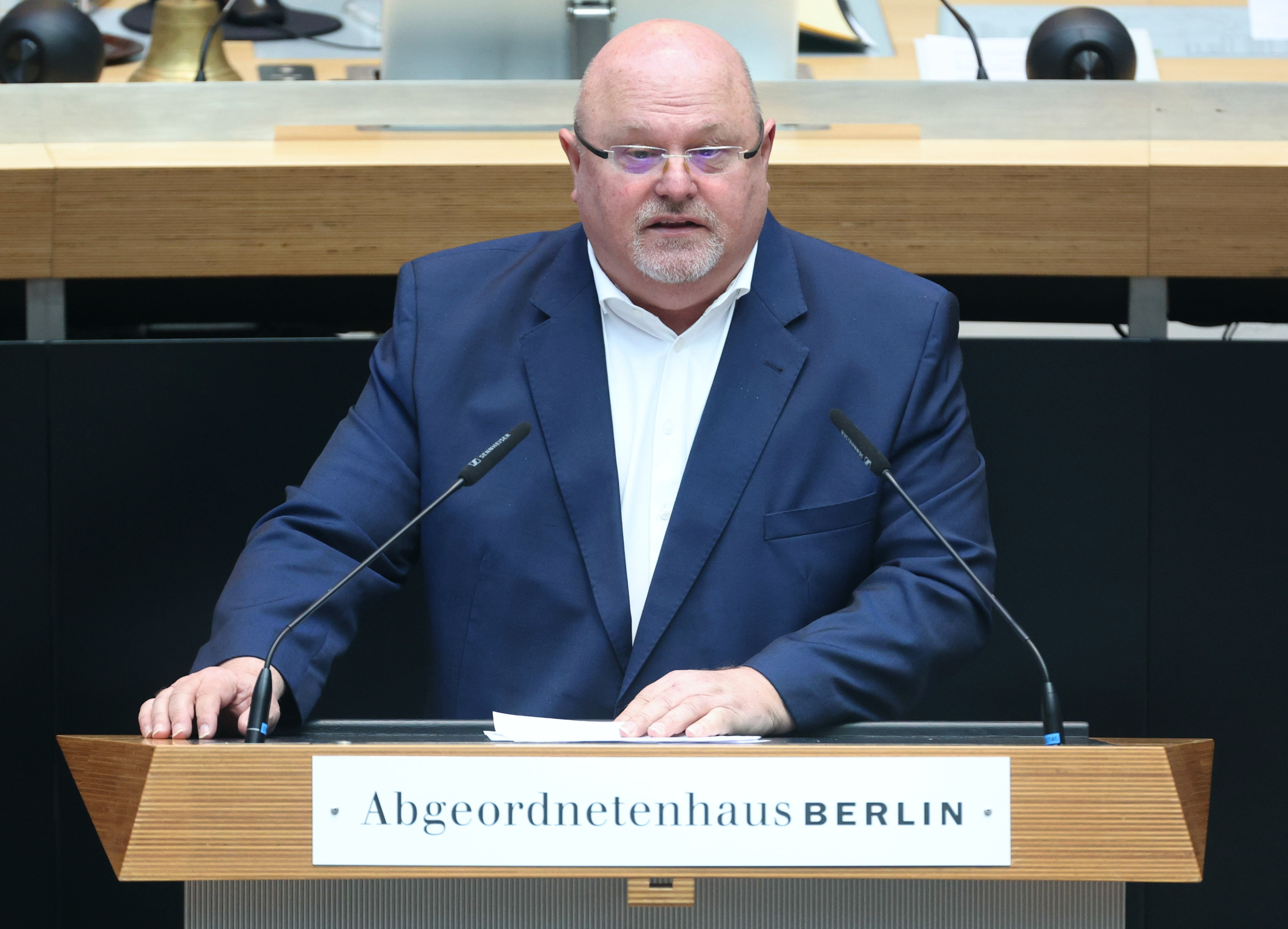
Laatsch im Abgeordnetenhaus von Berlin (2024)

Laatsch begann seine politische Karriere erst in späten Jahren mit der Gründung der AfD in Berlin. Bis November 2013 war er der Gründungskoordinator des Bezirksverbandes Steglitz-Zehlendorf. Ab Juli 2014 bis Januar 2016 war er stellvertretender Landesvorsitzender. Zur Wahl der Landesliste der AfD für die Abgeordnetenhauswahl 2016 wurde Laatsch im April 2016 zusammen mit Kristin Brinker auf Listenplatz 6 gewählt. Laatsch verzichtete auf eine Stichwahl und wurde als Kandidat auf Platz 7 geführt. Bei dem Wahlkampf war Laatsch nach Einschätzung von Karin Janker und Oliver Das Gupta in der Süddeutschen Zeitung „in sozialen Netzwerken unterwegs und trommelte für die AfD. Vor allem aber beschimpfte und schmähte er andere“. Bei der Wahl zum Abgeordnetenhaus von Berlin 2016 zog er als Abgeordneter in das Abgeordnetenhaus von Berlin ein. Bei der Abgeordnetenhauswahl 2021 und der Wiederholungswahl 2023 konnte er seinen Sitz im Abgeordnetenhaus verteidigen.
Für die AfD-Fraktion ist Laatsch, der bereits Bauherr und Vermieter war, Sprecher für Bauen und Wohnen. Er gehört den Ausschüssen für Umwelt, Verkehr, Klimaschutz, für Verfassungsschutz sowie für Stadtentwicklung und Wohnen an.

## Kontroversen
Im Oktober 2017 erlangte Laatsch öffentliche Wahrnehmung, als er die Berliner Staatssekretärin Sawsan Chebli als Islamistin beschimpfte, nachdem diese ein Massengebet von Katholiken an der polnischen Grenze als islamophob bezeichnet hatte.
Laatsch sagte, es genüge nicht Wahlen zu gewinnen, „wenn Justiz und Verwaltung, von der Vorgänger-Regierung implementiert, die neue Regierung torpedieren“ würden.
Eine Reise von Laatsch Anfang Februar 2018 mit einer Gruppe von AfD-Politikern auf die von Russland annektierte Halbinsel Krim sorgte für Kritik der Bundesregierung sowie die Androhung strafrechtlicher Konsequenzen durch die Ukraine.
Nach dem rechtsterroristischen Anschlag auf zwei Moscheen in Christchurch im März 2019 sorgte Laatsch durch einen Tweet auf Twitter für einen Shitstorm, in dem er, so wörtlich, „Klimapanikverbreiter“ um Greta Thunberg als mitverantwortlich für das Attentat bezeichnete. Die „provokante Äußerung“ kommentierte die Berliner Zeitung als „einen bizarren Zusammenhang, der sich nur aus einem rechtsextremen Weltbild“ erschließe. Für DerWesten war der Tweet „nichts weiter als provokanter Unfug“, aus Sicht von Bento zeigte „die Reaktion von Laatsch […] exemplarisch, wie wenig es rechten Politikern um Mitgefühl und ehrliches Aufarbeiten solcher Taten geht. Sie wollen vor allem eines: Feindbilder erzeugen.“ Für die Frankfurter Rundschau war der Tweet exemplarisch dafür, wie die „Gefahr von Rechts gezielt herabgespielt und zur Hetze missbraucht“ würde.
Am 27. März 2025 ignorierte Harald Laatsch mehrfache Ordnungsrufe im Berliner Parlament gegen ihn und wurde daraufhin der Sitzung verwiesen.